# Salém (Massachusetts)
Salém é uma cidade costeira histórica no Condado de Essex, Massachusetts, localizada na região de North Shore. É uma base da história da Nova Inglaterra e é considerado um dos portos mais significativos da história puritana-americana.
A cidade abriga a House of Seven Gables, a Universidade Estadual de Salém, a sede do Templo Satânico, Salem Willows, Vila Pioneira, Sítio Histórico Nacional Salem Maritime e o Museu Peabody Essex. Também possui bairros residenciais históricos no Federal Street District e no Charter Street Historic District. É uma área residencial e turística que inclui os bairros de Salem Neck, Downtown Salem District, o ponto, South Salem, North Salem, Blubber Hollow, Witchcraft Heights e o McIntire Historic District nomeado em homenagem ao famoso arquiteto de Salém, Samuel McIntire.
Grande parte da identidade cultural da cidade reflete seu papel como a localização dos infames julgamentos das bruxas de Salém de 1692, como apresentado em The Crucible, de Arthur Miller. Carros de polícia são adornados com logotipos de bruxa, uma escola pública elementar é conhecida como Witchcraft Heights, e as equipes atléticas de Salem High School são chamadas de Bruxas; Acredita-se originalmente que Gallows Hill seja o local de inúmeros enforcamentos públicos, e atualmente é usado como campo de jogos para vários esportes.
Em 2012, a Associação de Varejistas de Massachusetts escolheu Salém para o prêmio inaugural de "Melhor Distrito de Compras". Em 10 de janeiro de 2013, o Presidente Obama assinou a ordem executiva HR1339 designando Salém como o local de nascimento da Guarda Nacional dos Estados Unidos. A população da cidade era de 41 340 no censo de 2010.

## História

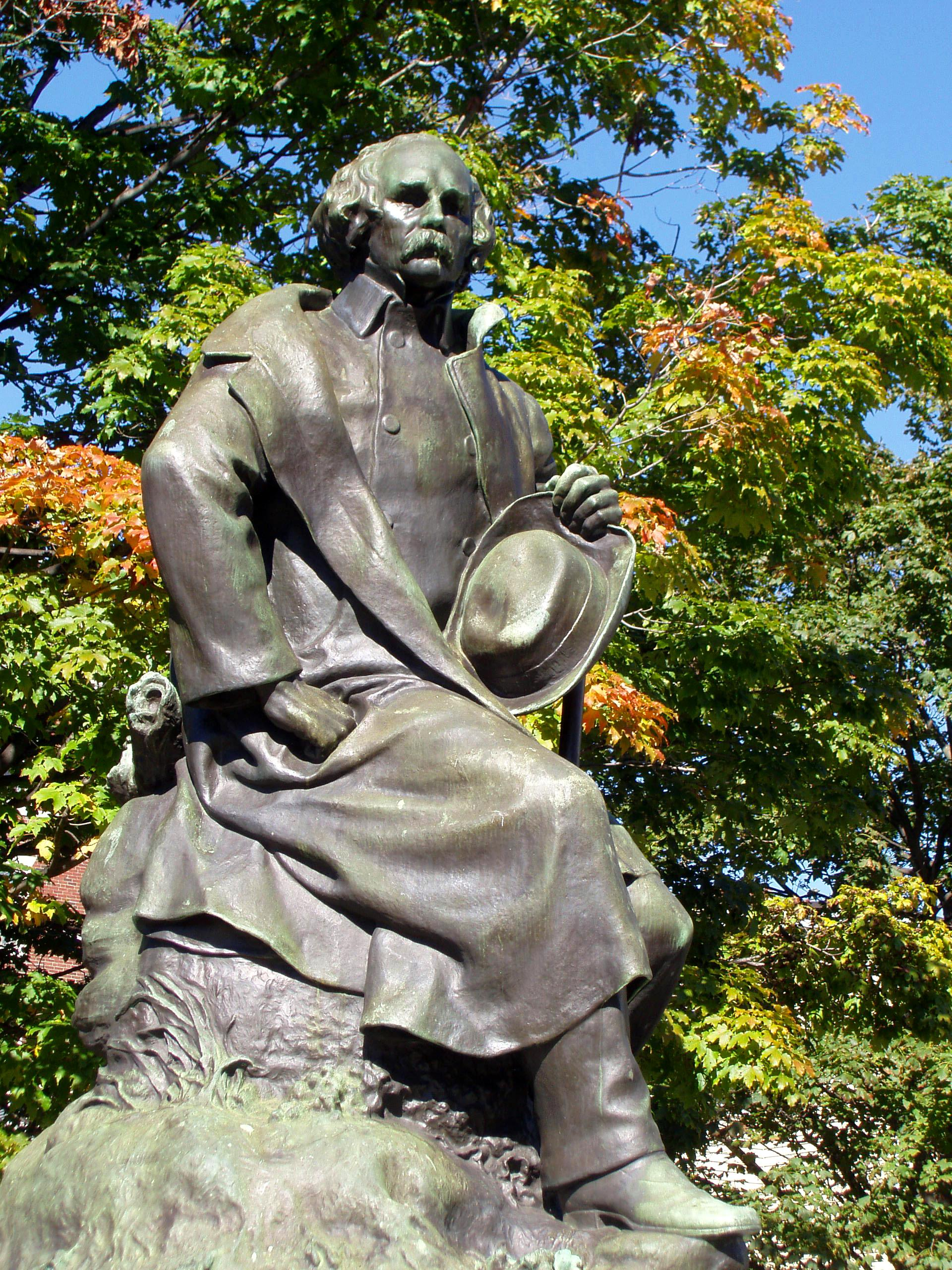
Estátua do famoso escritor Nathaniel Hawthorne de Bela Pratt, nascido em Salem.

Cena ao longo da orla de Salem, cerca de 1770–80

Salém está localizado na foz do rio Naumkeag no local de uma aldeia indígena e centro comercial. Colonos europeus se estabeleceram no local em 1626, quando uma empresa de pescadores chegou de Cape Ann liderada por Roger Conant. A liderança de Conant forneceu a estabilidade para sobreviver nos primeiros dois anos, mas John Endecott substituiu-o por ordem da Massachusetts Bay Company. Conant graciosamente se afastou e recebeu uma compensação de 200 acre(s)s (0,81 km2) de terra. Estes "novos plantadores" e os "plantadores antigos" concordaram em cooperar, em grande parte devido à diplomacia de Conant e Endecott. Em reconhecimento a esta transição pacífica para o novo governo, o nome do assentamento foi mudado para Salém, uma forma helenizada da palavra hebraica para "paz" (שלום, shalom).